# فرودگاه چچرلگ
فرودگاه چچرلگ (انگلیسی: Tsetserleg Airport) یک فرودگاه در کشور مغولستان است. این فرودگاه در شهر چچرلگ، مرکز استان آرخانغای واقع شده است. این فرودگاه دارای باند چمن ۱۴/۳۲ ۱۶۵۰ × ۳۵ متر (۵۴۱۳ فوت × ۱۱۵ فوت) است.